# Ghanaische Fußballnationalmannschaft (U-20-Männer)
Die ghanaische U-20-Fußballnationalmannschaft ist eine Auswahlmannschaft ghanaischer Fußballspieler. Sie unterliegt der Ghana Football Association und repräsentiert sie international auf U-20-Ebene, etwa in Freundschaftsspielen gegen die Auswahlmannschaften anderer nationaler Verbände oder bei U-20-Afrikameisterschaften und U-20-Weltmeisterschaften.
Die Mannschaft wurde 2009 in Ägypten Weltmeister und 1993 sowie 2001 Vize-Weltmeister.
Außerdem wurde sie dreimal Afrikameister (1993, 1999 und 2009) und zweimal Vize-Afrikameister (2001 und 2013).

## Teilnahme an U20-Fußballweltmeisterschaften
| 1977 | nicht teilgenommen |
| 1979 | nicht teilgenommen |
| 1981 | nicht teilgenommen |
| 1983 | zurückgezogen      |
| 1985 | nicht qualifiziert |
| 1987 | disqualifiziert    |
| 1989 | nicht qualifiziert |
| 1991 | nicht qualifiziert |
| 1993 | 2. Platz           |
| 1995 | nicht qualifiziert |
| 1997 | 4. Platz           |
| 1999 | Viertelfinale      |
| 2001 | 2. Platz           |
| 2003 | nicht qualifiziert |
| 2005 | nicht qualifiziert |
| 2007 | nicht qualifiziert |
| 2009 | Weltmeister        |
| 2011 | nicht qualifiziert |
| 2013 | 3. Platz           |
| 2015 | Achtelfinale       |
| 2017 | nicht qualifiziert |
| 2019 | nicht qualifiziert |
| 2023 | nicht qualifiziert |
| 2025 | nicht qualifiziert |

## Teilnahme an U-20-Afrikameisterschaften
| 1979 | nicht teilgenommen |
| 1981 | nicht teilgenommen |
| 1983 | nicht teilgenommen |
| 1985 | nicht qualifiziert |
| 1987 | nicht qualifiziert |
| 1989 | nicht qualifiziert |
| 1991 | 3. Platz           |
| 1993 | Sieger             |
| 1995 | nicht qualifiziert |
| 1997 | 4. Platz           |
| 1999 | Sieger             |
| 2001 | 2. Platz           |
| 2003 | Vorrunde           |
| 2005 | nicht qualifiziert |
| 2007 | nicht qualifiziert |
| 2009 | Sieger             |
| 2011 | Vorrunde           |
| 2013 | 2. Platz           |
| 2015 | 3. Platz           |
| 2017 | nicht qualifiziert |
| 2019 | Vorrunde           |
| 2021 | Sieger             |
| 2023 | nicht qualifiziert |
| 2025 | Viertelfinale      |

## Bekannte ehemalige Spieler
(Auswahl)
- Dominic Adiyiah
- Charles Akonnor
- Patrick Allotey
- Kofi Amponsah
- Stephen Appiah
- André Ayew
- Derek Boateng
- Michael Essien
- Baffour Gyan
- Christian Gyan
- Laryea Kingston
- Samuel Kuffour
- Nii Lamptey
- John Mensah
- Sulley Muntari
- Peter Ofori-Quaye
- George Owu
- John Paintsil
- Emmanuel Pappoe
- Razak Pimpong